# Natació als Jocs Olímpics d'estiu de 1900 - 200 metres per equips
Els 200 metres per equips masculins va ser una de les proves de natació que es van disputar als Jocs Olímpics de París de 1900. La competició tingué lloc el 12 d'agost de 1900, amb la presència de 20 nedadors representants de 2 nacions.
Es disputaren quatre sèries amb cinc nedadors a cadascuna d'elles. La manera de puntuar els nedadors fou una mica estranya, ja que cada nedador rebia els punts depenent de la posició obtinguda a la seva sèrie. Els cinc nedadors de la primera sèrie rebien entre 1 i 5 punts, sent la menor puntuació pel vencedor. Als de la segona sèrie se'ls atorgava entre 6 i 10 punts, entre 11 i 14 als de la tercera i entre 15 i 18 als de la quarta. Hi hagué dos nedadors que no van nedar i reberen 20 punts cadascun. Els punts obtinguts pels cinc nedadors eren sumats i aquest era el resultat de l'equip, guanyant el que feia menys punts. Aquest estrany sistema donà avantatge a l'equip alemany que tenia tres nedadors a la primera sèrie i perjudicava l'equip de París, amb tres nedadors a la quarta sèrie.
Si la puntuació s'hagués obtingut a partir dels temps de cada nedador la primera i darrera posició no haguessin variat, però sí la segona i tercera que s'haurien intercanviat.

## Medallistes
| Or | Plata | Bronze |
| Alemanya · Deutscher Schwimm-Verband Berlin Julius Frey · Max Hainle · Ernst Hoppenberg · Herbert von Petersdorff · Max Schöne | França · Tritons Lillois J. Bertrand · Victor Cadet · Maurice Hochepied · Victor Hochepied · Jules Verbecke | França · Pupilles de Neptune de Lille Philippe Houben · Georges Leuillieux · Louis Martin · Désiré Mérchez · René Tartara |

## Resultats

### Sèries
Sèrie 1
| Posició | Nedador           | Equip                            | Temps    | Punts |
| ------- | ----------------- | -------------------------------- | -------- | ----- |
| 1       | Ernst Hoppenberg  | Deutscher Schwimm-Verband Berlin | 2' 35,4" | 1     |
| 2       | Max Hainle        | Deutscher Schwimm-Verband Berlin | 2' 36,0" | 2     |
| 3       | Maurice Hochepied | Tritons Lillois                  | 2' 53,0" | 3     |
| 4       | Julius Frey       | Deutscher Schwimm-Verband Berlin | 2' 55,0" | 4     |
| 5       | J. Bertrand       | Tritons Lillois                  | 3' 00,0" | 5     |

Sèrie 2
| Posició | Nedador        | Equip                            | Temps    | Punts |
| ------- | -------------- | -------------------------------- | -------- | ----- |
| 1       | Max Schöne     | Deutscher Schwimm-Verband Berlin | 2' 42,0" | 6     |
| 2       | Jules Clévenot | Libellule de Paris               | 2' 45,0" | 7     |
| 3       | René Tartara   | Pupilles de Neptune de Lille     | 2' 48,6" | 8     |
| 4       | Désiré Mérchez | Pupilles de Neptune de Lille     | 2' 55,4" | 9     |
| 5       | Rosier         | Libellule de Paris               | 3' 04,4" | 10    |

Sèrie 3
| Posició | Nedador            | Equip                        | Temps    | Punts |
| ------- | ------------------ | ---------------------------- | -------- | ----- |
| 1       | Louis Martin       | Pupilles de Neptune de Lille | 2' 51,4" | 11    |
| 2       | Victor Hochepied   | Tritons Lillois              | 2' 56,4" | 12    |
| 3       | Jules Verbecke     | Tritons Lillois              | 3' 01,6" | 13    |
| 4       | Georges Leuillieux | Pupilles de Neptune de Lille | 2' 55,0" | 14    |

Sèrie 4
| Posició | Nedador      | Equip              | Temps    | Punts |
| ------- | ------------ | ------------------ | -------- | ----- |
| 1       | Féret        | Libellule de Paris | 3' 00,4" | 15    |
| 2       | Gasaigne     | Libellule de Paris | 3' 02,0" | 16    |
| 3       | Pelloy       | Libellule de Paris | 3' 06,0" | 17    |
| 4       | Victor Cadet | Tritons Lillois    | 3' 18,0" | 18    |

No van sortir
Els segünets dos nedadors no van prendre la sortida a la seva sèrie, amb la qual cosa van rebre la puntuació màxima: 20 punts.
- Herbert von Petersdorff, Deutscher Schwimm-Verband Berlin
- Philippe Houben, Pupilles de Neptune de Lille

### Resultats dels equips
La final es disputà el 12 d'agost de 1900.
| Posició | Nedador                          | Equip                                                                       | Temps    | Punts            |
| ------- | -------------------------------- | --------------------------------------------------------------------------- | -------- | ---------------- |
| Or      | Deutscher Schwimm-Verband Berlin | Ernst Hoppenberg Max Hainle Julius Frey Max Schöne Herbert von Petersdorff  | Alemanya | 33 1+2+4+6+20    |
| Plata   | Tritons Lillois                  | Maurice Hochepied J. Bertrand Victor Hochepied Jules Verbecke Victor Cadet  | França   | 51 3+5+12+13+18  |
| Bronze  | Pupilles de Neptune de Lille     | René Tartara Désiré Mérchez Louis Martin Georges Leuillieux Philippe Houben | França   | 62 8+9+11+14+20  |
| 4       | Libellule de Paris               | Jules Clévenot Rosier Féret Gasaigne Pelloy                                 | França   | 65 7+10+15+16+17 |